# Геши (аул)
Геши — покинутое село в Галанчожском районе Чеченской Республики.

## География
Расположено на берегу реки Геши-Чу к югу от районного центра Галанчож.
Ближайшие развалины бывших сёл: на северо-востоке — село Никарой, на юго-востоке — село Шюнда.

## История
На территории бывшего села располагаются руины каменных башен, памятники архитектуры и зодчества Чеченской Республики.
Аул Геши ликвидирован в 1944 году во время депортации чеченцев. После восстановления Чечено-Ингушской АССР в 1956 году чеченцам было запрещено селиться в данном районе.